# Henrieta Horvátová
Henrieta Horvátová (* 18. September 1999 in Brezno, Banskobystrický kraj) ist eine ehemalige slowakische Biathletin. Sie wurde 2021 Vizejuniorenweltmeisterin und nahm an den Olympischen Spielen 2022 teil.

## Sportliche Laufbahn
Henrieta Horvátová nahm von ihrem internationalen Debüt Ende 2015 bis 2019 ausschließlich an Juniorenwettkämpfen teil. So startete sie 2016 bei ihren ersten Jugendweltmeisterschaften und war im selben Jahr Teil des slowakischen Aufgebots bei den Olympischen Jugendspielen in Lillehammer. Zudem startete die Slowakin im IBU-Junior-Cup und erzielte dort nach einigen Startschwierigkeiten Top-20-Ergebnisse, eines davon im Sprint der Jugend-WM 2018. Ende 2019 gab Horvátová ihr Debüt im IBU-Cup und lief mit Rang 22 beim Kurzeinzel in Obertilliach sogleich klar in die Punkteränge. Am Ende des Winters gab die Slowakin noch ihr EM-Debüt und durfte zudem bei den Rennen von Nové Město na Moravě erstmals im Weltcup starten. In der Saison 2020/21 war sie nahezu durchgehend auf der höchsten Rennebene unterwegs und erzielte in Antholz mit Platz 52 im Einzel ihr mit Abstand bestes Ergebnis. Das Ende des Winters verlief sehr erfreulich, bei den Juniorenweltmeisterschaften 2021 gewann Horvátová hinter Camille Bened die Silbermedaille im Einzel und wurde zum ersten slowakischen Medaillengewinner bei einer Junioren-WM seit Natália Prekopovás Bronzegewinn im Jugendeinzel 2008.
Nach einer eigentlich nicht besonders erfolgreichen Saison 2021/22 wurde Horvátová nach nur vier Weltcupstarts für die Olympischen Spiele von Peking nominiert und erzielte die Plätze 68 und 72 in den Einzelrennen sowie Rang 19 mit Paulína und Ivona Fialková sowie Veronika Machyniaková im Staffelwettkampf. Im Winter 2022/23 musste sie die ersten Wettkämpfe gesundheitsbedingt auslassen, kam aber nach dem Jahreswechsel im IBU-Cup gut in Form und erzielte in fünf von sieben Wettkämpfen Ranglistenpunkte, wovon das beste Ergebnis ein 24. Rang im Sprint von Obertilliach wurde. Zwar nahm die Slowakin im August 2023 an den Heim-Sommerbiathlonweltmeisterschaften teil, bestritt aber danach keine Rennen auf internationalem Niveau mehr. Mittlerweile hat sie ihre Karriere beendet.

## Persönliches
Horvátová lebt in Banská Bystrica. Sie studierte Psychologie an der dortigen Matej-Bel-Universität.

## Statistiken

### Weltcupplatzierungen
Die Tabelle zeigt alle Platzierungen (je nach Austragungsjahr einschließlich Olympische Spiele und Weltmeisterschaften).
- 1.–3. Platz: Anzahl der Podiumsplatzierungen
- Top 10: Anzahl der Platzierungen unter den ersten zehn (einschließlich Podium)
- Punkteränge: Anzahl der Platzierungen innerhalb der Punkteränge (einschließlich Podium und Top 10)
- Starts: Anzahl gelaufener Rennen in der jeweiligen Disziplin
- Staffel: inklusive Mixed- und Single-Mixed-Staffeln

| Platzierung | Einzel | Sprint | Verfolgung | Massenstart | Staffel | Gesamt |
| ----------- | ------ | ------ | ---------- | ----------- | ------- | ------ |
| 1. Platz    |        |        |            |             |         |        |
| 2. Platz    |        |        |            |             |         |        |
| 3. Platz    |        |        |            |             |         |        |
| Top 10      |        |        |            |             |         |        |
| Punkteränge |        |        |            |             | 7       | 7      |
| Starts      | 4      | 6      |            |             | 7       | 17     |

### Olympische Winterspiele
Ergebnisse bei Olympischen Winterspielen:
|                                        | Einzelwettbewerbe | Einzelwettbewerbe | Einzelwettbewerbe | Einzelwettbewerbe | Staffelwettbewerbe | Staffelwettbewerbe |
| Einzel                                 | Sprint            | Verfolgung        | Massenstart       | Frauenstaffel     | Mixedstaffel       |                    |
| -------------------------------------- | ----------------- | ----------------- | ----------------- | ----------------- | ------------------ | ------------------ |
| Olympische Winterspiele 2022 \| Peking | 68.               | 72.               | –                 | –                 | 19.                | –                  |

### Biathlon-Weltmeisterschaften
Ergebnisse bei den Weltmeisterschaften:
| Weltmeisterschaften | Weltmeisterschaften | Einzelwettbewerbe | Einzelwettbewerbe | Einzelwettbewerbe | Einzelwettbewerbe | Staffelwettbewerbe | Staffelwettbewerbe | Staffelwettbewerbe |
| Jahr                | Ort                 | Einzel            | Sprint            | Verfolgung        | Massenstart       | Frauenstaffel      | Mixedstaffel       | S.-M.-Staffel      |
| ------------------- | ------------------- | ----------------- | ----------------- | ----------------- | ----------------- | ------------------ | ------------------ | ------------------ |
| 2021                | Pokljuka            | –                 | –                 | –                 | –                 | 21.                | –                  | –                  |

### Jugend-/Juniorenweltmeisterschaften
Horvátová nahm bis 2018 an den Jugend-, ab 2019 an den Juniorenwettkämpfen teil.
| Weltmeisterschaften | Weltmeisterschaften | Einzelwettbewerbe | Einzelwettbewerbe | Einzelwettbewerbe | Frauenstaffel |
| Jahr                | Ort                 | Einzel            | Sprint            | Verfolgung        | Frauenstaffel |
| ------------------- | ------------------- | ----------------- | ----------------- | ----------------- | ------------- |
| 2016                | Cheile Grădiștei    | 23.               | 42.               | 57.               | 15.           |
| 2017                | Osrblie             | 48.               | 51.               | 52.               | 12.           |
| 2018                | Otepää              | 69.               | 13.               | 23.               | 15.           |
| 2019                | Osrblie             | 58.               | 82.               | –                 | 15.           |
| 2020                | Lenzerheide         | 46.               | 43.               | 35.               | 10.           |
| 2021                | Obertilliach        | 2.                | 36.               | 14.               | –             |